# Paolo di Giovanni Fei
Paolo di Giovanni Fei (Siena, 1345 – 1411) è stato un pittore italiano.

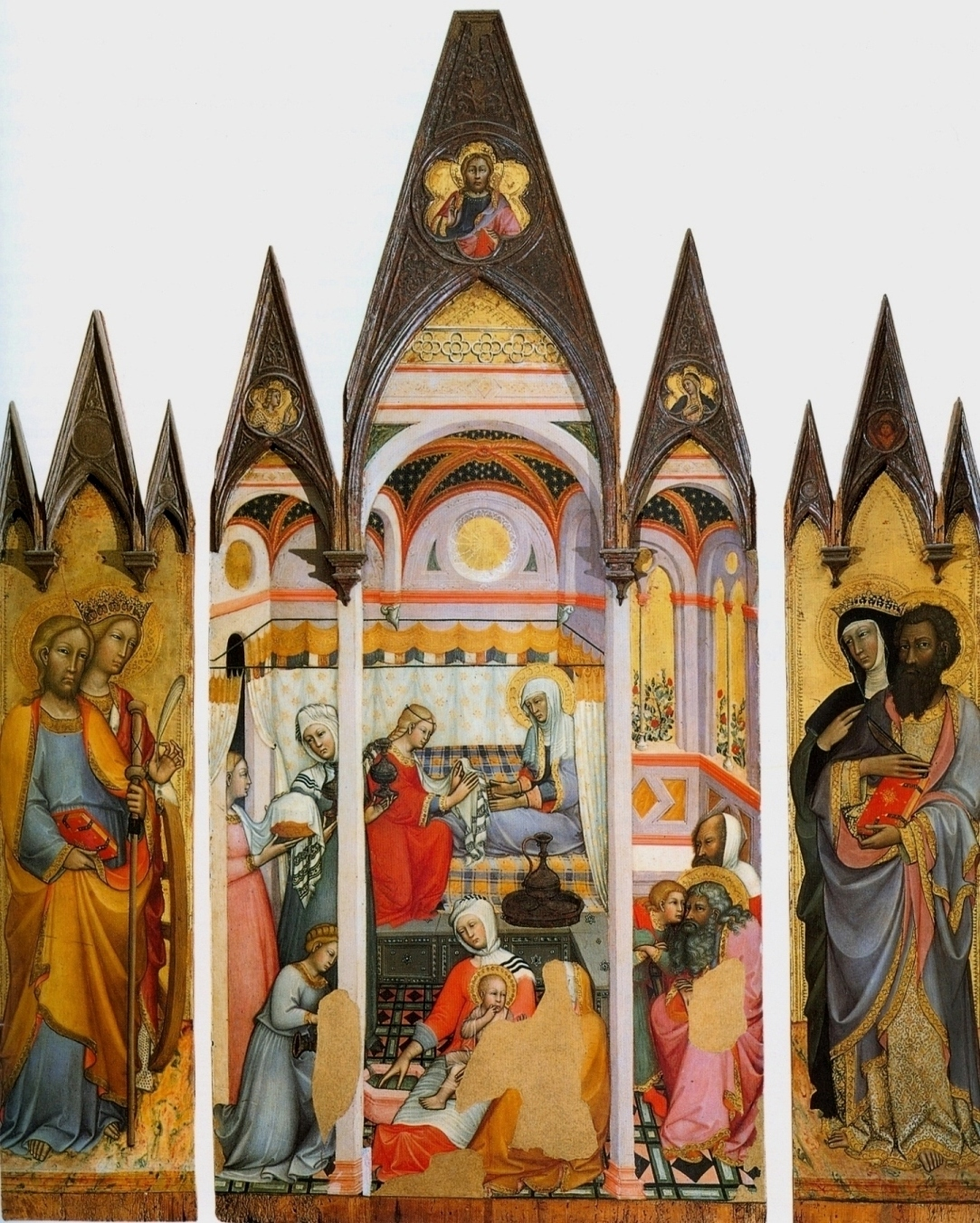
Nascita della Vergine (1381), Pinacoteca, Siena

È uno dei pittori trecenteschi che rappresenta la continuità dell'arte senese di Simone Martini e di Lippo Memmi, attraverso Bartolo di Fredi, suo probabile maestro.

## Biografia
La prima notizia storica che si ha di Paolo di Giovanni Fei è del 1369, quale membro del Consiglio generale della Repubblica di Siena.
Tra le sue opere, l'unica identificabile con certezza tramite i documenti coevi è la Presentazione della Vergine al tempio, per la quale l'artista ricevé un pagamento di 50 fiorini d'oro nel 1398 dal Camerlingo dell'Opera del Duomo.
Fra le opere che gli si attribuiscono, nella produzione giovanile, si annoverano la Madonna col Bambino della collezione Wildenstein di Londra, la Madonna dell'Umiltà, del Duomo di Siena, la Madonna col Bambino e Angeli di Santa Maria della Scala.
In questi dipinti la delicatezza degli incarnati e la trasparenza dei colori sembrerebbero ispirati dalle opere di Simone Martini e Lippo Memmi.
Fu maestro del Sassetta

## Le opere
- Madonna con il Bambino, Milano, Pinacoteca di Brera
- Annunciazione, tempera su tavola, La Spezia, Museo civico Amedeo Lia
- Presentazione della Vergine al tempio, Washington, National Gallery of Art
- Trittico (Paolo di Giovanni Fei), Belgrado, Museo Nazionale di Serbia
- Trittico con Trinità e i Santi Giovanni Battista, Gennaro, Caterina e Niccolò Pellegrino, Napoli, cappella dei Capece Minutolo nel Duomo.
- Madonna dell'Umiltà, Tainan, Chimei Museum[1]

Esistono una Madonna con Bambino del 1370 e una Madonna dell'Umiltà del 1390 esposte all'Opera del Duomo di Siena; quest'ultima proverrebbe dall'altare Piccolomini del Duomo di Siena.